# مكورة مخاطية
مكورة مخاطية (الاسم العلمي: Myxococcus) هي جنس من البكتيريا، سلبية الغرام، تتبع فصيلة مكورات مخاطية.

## أصنوفات
الأصنوفات الأدنى لهذا الكائن:
- كود سباركل
- تحديث القائمة

نوع:مكورة مخاطية صفراء 
اسم علمي: Myxococcus xanthus

نوع:Myxococcus coralloides 
اسم علمي: Myxococcus coralloides

نوع:Myxococcus disciformis 
اسم علمي: Myxococcus disciformis

نوع:Myxococcus flavescens 
اسم علمي: Myxococcus flavescens

نوع:Myxococcus fulvus 
اسم علمي: Myxococcus fulvus

نوع:Myxococcus macrosporus 
اسم علمي: Myxococcus macrosporus

نوع:Myxococcus stipitatus 
اسم علمي: Myxococcus stipitatus

نوع:Myxococcus virescens 
اسم علمي: Myxococcus virescens